# گمینا سروکووو
گمینا سروکووو (به لهستانی:  Gmina Srokowo) یک گمینا در لهستان است که در شهرستان کنتژن واقع شده‌است. گمینا سروکووو ۱۹۴٫۶۳ کیلومتر مربع مساحت و ۴٬۲۴۹ نفر جمعیت دارد.